# ایالت اوگون
ایالت اوگون (به لاتین: Ogun (state)) یک ایالت در نیجریه است که ۱۶٬۹۸۰٫۵۵ کیلومترمربع مساحت و ۳٬۷۵۱٬۱۴۰ نفر جمعیت دارد.